# Дорога без конца
«Дорога без конца» — песня из репертуара советского и российского певца Альберта Асадуллина. Стихи поэтессы Татьяны Калининой на музыку Сергея Баневича, прозвучавшую в фильме «Никколо Паганини».
В исполнении Асадуллина «Дорога…» стала лауреатом песенного фестиваля «Песня-84» и прозвучала в заключительном гала-концерте в канун 1985 года. Заключительный трек диска-гиганта «Всё это с нами было» 1987 года.

## История создания
Сергей Баневич стал работать над музыкой к «Никколо Паганини» по рекомендации Юрия Темирканова, с которым они ранее ставили оперу «История Кая и Герды». Мелодия, которая потом легла в основу песни, сопровождала в телефильме путешествия Паганини.
Как рассказывала Татьяна Калинина, идея сделать из этой музыки песню родилась в народе — композитору приходило множество писем со стихами: «Я спросила Сергея Петровича, о чём должны быть, по его мнению, слова. Он ответил мне: о судьбе артиста, не всегда очень счастливой, о пути художника. Я ответила, что слова „судьба“ и „путь“ не очень укладываются в ритм музыки, а вот слово „дорога“ как раз подходит. Так возникли формула и образ „дорога без конца“, из которого выросло всё остальное».
Альберт Асадуллин регулярно исполняет эту песню на концертах:
<В первые годы, исполняя эту песню,> я пел о любви, которую мы все воспеваем в течение многих-многих столетий. О любви к женщине. <…> И лет десять назад на одном выступлении меня прямо пронзила мысль… Я пою и понимаю: речь не о любви этого музыканта к женщине, не о любви Пушкина к Анне Керн… Разве может любовь к женщине породнить жизнь с дорогой без конца? Нет! Это та божественная любовь, которой нас всех награждают небеса. И если человек пронизан этим чистым лучом высшей любви, тогда и возникает та любовь между людьми, о которой опять же в народе говорят: «Живут душа в душу». <…> Тебя спрашивают: «За что ты её любишь?» «Не знаю. Не могу без неё, и всё». Значит, это любовь без условий. Вот такая великая песня. Может быть, в этом и причина её долголетия.